# Marcos Rogério
Marcos Rogério da Silva Brito (Ji-Paraná, 7 de julho de 1978) é um jornalista, radialista e político brasileiro, filiado ao Partido Liberal (PL). Atualmente, é senador da República pelo estado de Rondônia.
Foi o relator do processo de cassação do mandato do então presidente da Câmara dos Deputados, Eduardo Cunha, no Conselho de Ética e Decoro Parlamentar.
Em 2018, foi eleito senador por Rondônia com 324.939 votos, o equivalente a 24,06% dos votos válidos.

## Biografia
Filho de agricultores, atuou na comunicação social por mais de 12 anos. Foi radialista na Rádio Alvorada (2001-2008); diretor de Comunicação da Prefeitura Municipal de Ji-Paraná (2003-2004); repórter da TV Rondônia, afiliada à Rede Globo (2003-2005) e coordenador de Jornalismo do Sistema Gurgacz de Comunicação (SGC)/Rede TV Rondônia (2005-2009). É graduado em Direito pela Universidade Luterana do Brasil (CEULJI/ULBRA), e mestre em Administração Pública pelo IDP.
Sua carreira na política começou em 2009, quando foi eleito vereador em Ji-Paraná. Na eleição de 2010, foi diplomado pelo TSE como suplente de deputado federal. Em 2011, após recontagem de votos da Justiça Eleitoral, a câmara dos deputados decidiu dar o mandato que pertencia a Lindomar Garçon para Marcos Rogério, tomando assim posse como deputado federal no ano de 2011. Foi reeleito deputado federal em 2014. Em 2018 é eleito o senador mais votado, com 324.939 votos.
Foi presidente da Comissão de Infraestrutura do Senado no biênio (2019/2020). Em 2021, integrou a Comissão de Parlamentar de Inquérito (CPI) que investigou o Governo Federal, bem como o uso dos recursos federais por Estados e Municípios. 
Na Câmara dos Deputados, foi membro titular da Comissão de Constituição, Justiça e Cidadania; da Comissão de Direitos Humanos e Minorias (CDHM), e suplente das Comissão Mista de Orçamento (CMO) e Comissão de Legislação Participativa (CLP) e também foi vice-líder do PDT na Câmara.
Foi eleito deputado federal em 2014, para a 55.ª legislatura (2015-2019), pelo DEM. Votou a favor do Processo de impeachment de Dilma Rousseff. Já durante o Governo Michel Temer, votou a favor da PEC do Teto dos Gastos Públicos. Em abril de 2017, foi favorável à Reforma Trabalhista. Em agosto de 2017, votou a favor do processo em que se pedia abertura de investigação do então presidente Michel Temer.
Em 2018, concorreu ao cargo de Senador por Rondônia. Nas eleições de 2018, se sagrou vencedor, sendo o senador mais votado com 324.939 votos (24,06%), se elegendo em primeiro lugar e ficando a frente de Confúcio Moura, ex-governador do estado, que ficou com a outra vaga do senado.

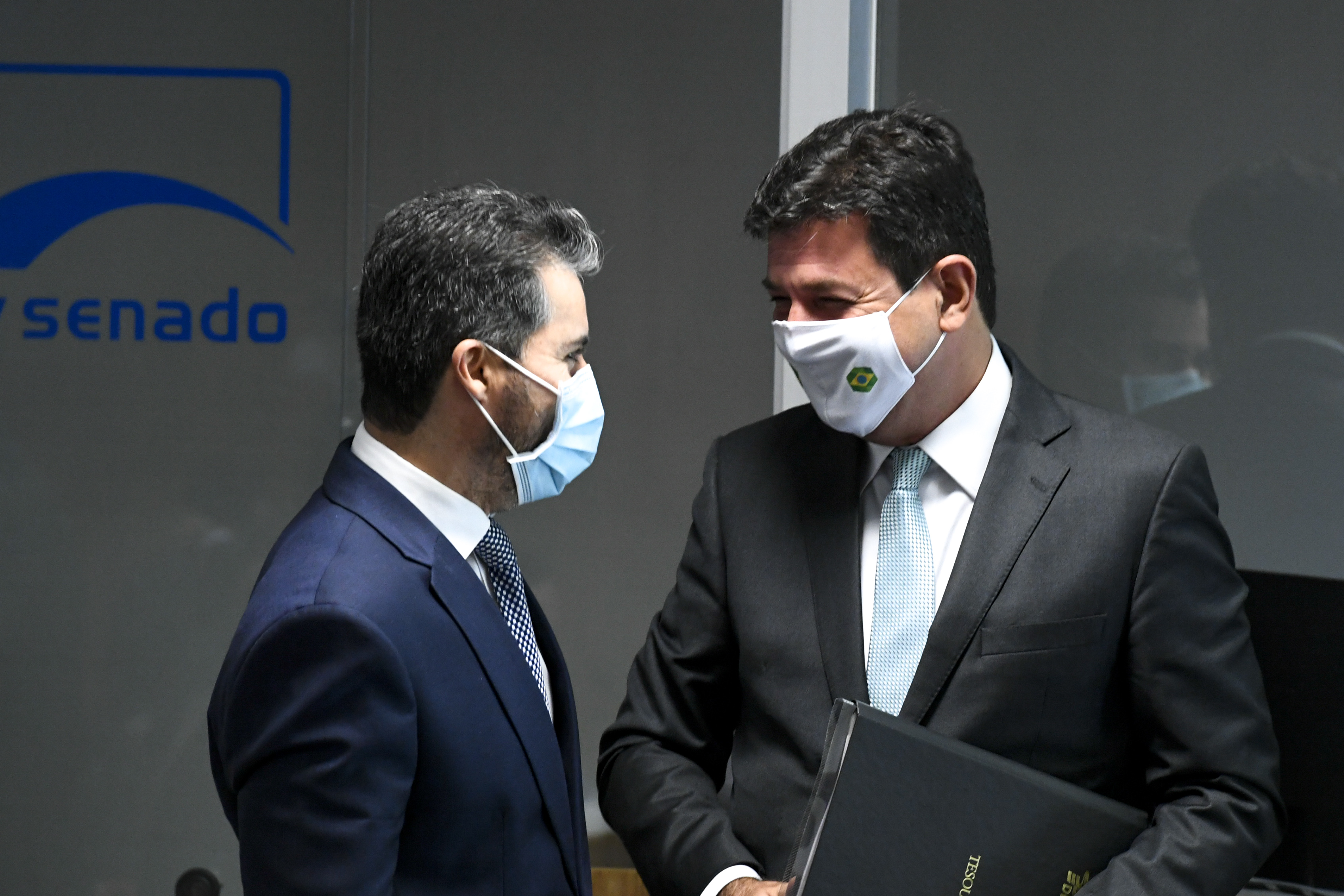
Senador Marcos Rogério e o ex-ministro da Saúde Luiz Henrique Mandetta

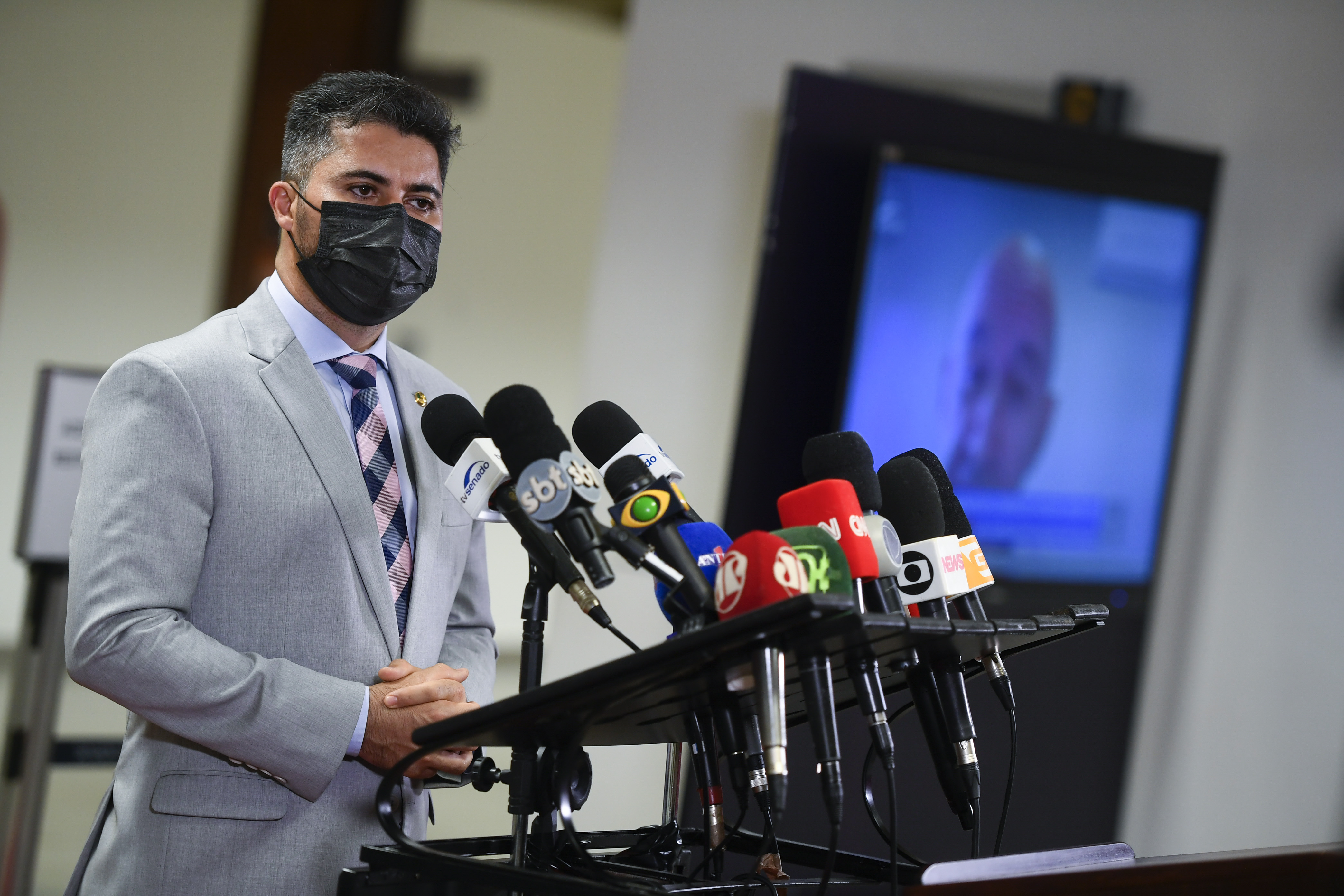
Senador Marcos Rogério durante a CPI da Pandemia de Covid-19

Em 2021, o senador ganhou destaque nacional ao ser um dos grandes defensores do governo do presidente Jair Bolsonaro durante a CPI da Pandemia do Covid-19 no Brasil.
Em 2022, concorreu ao governo do Estado de Rondônia pelo PL. No primeiro turno da eleição de 2022, Marcos Rogério teve 37,05% dos votos (315.035 votos), contra 330.656 (38,88%) votos de Coronel Marcos Rocha (União Brasil), atual governador do estado. Em segundo turno, recebeu 47,53% dos votos (415,278 votos), não sendo o suficiente pra se eleger e voltando assim para o Senado Federal.

## Desempenho em Eleições
| Ano  | Eleição              | Partido | Cargo            | Votos   | %                 | Resultado  | Ref    |
| ---- | -------------------- | ------- | ---------------- | ------- | ----------------- | ---------- | ------ |
| 2010 | Estadual em Rondônia | PDT     | Deputado Federal | 15.026  | 2,13%             | Eleito     | [ 20 ] |
| 2014 | Estadual em Rondônia | PDT     | Deputado Federal | 60.780  | 7,61%             | Eleito     | [ 6 ]  |
| 2018 | Estadual em Rondônia | DEM     | Senador          | 324.939 | 24,06% (1º Lugar) | Eleito     | [ 4 ]  |
| 2022 | Estadual em Rondônia | PL      | Governador       | 315.035 | 37,05% (1º Turno) | Não Eleito | [ 21 ] |
| 2022 | Estadual em Rondônia | PL      | Governador       | 415.278 | 47,53% (2º Turno) |            | [ 21 ] |

## Formação
Marcos Rogério é bacharel em direito, mestre em Administração Pública e doutorando em direito constitucional.